# Lindera novoguineensis
Lindera novoguineensis är en lagerväxtart som beskrevs av André Joseph Guillaume Henri Kostermans. Lindera novoguineensis ingår i släktet Lindera och familjen lagerväxter. Inga underarter finns listade i Catalogue of Life.